# 정상 상태 (생화학)
정상 상태(定常狀態, 영어: steady state)는 생화학에서 생물의 세포와 기관에서 분자와 이온의 내부 농도가 일정하게 유지되는 것을 지칭한다. 살아 있는 생물은 세포 수준과 전체 수준 모두에서 내부 구성이 비교적 일정하지만 평형 농도와는 다른 동적 정상 상태를 유지한다. 질량과 에너지의 지속적인 흐름은 생화학적 경로의 화학 반응을 통해 분자의 지속적인 합성 및 분해를 초래한다. 기본적으로 정상 상태는 세포 수준에서의 항상성으로 생각할 수 있다.

## 정상 상태의 유지

정상 상태의 대사 경로의 경우 경로로의 유입 속도와 유출 속도가 균형을 이루어 중간생성물 A와 B가 일정한 정상 상태 농도를 유지하게 된다.

대사 조절은 기질의 투입 속도와 기질이 분해되거나 전환되는 속도 사이의 균형을 달성하여 정상 상태를 유지한다. 대사 흐름의 속도는 가변적이며 대사 요구에 따라 달라진다. 그러나 대사 경로에서는 이전 단계로부터 제공되는 기질의 투입 속도와 기질이 생성물로 전환되는 속도 간의 균형을 유지하여 기질의 농도를 비교적 일정하게 유지함으로써 정상 상태를 유지한다.
열역학적으로 말하면, 살아 있는 생물은 개방계이다. 즉, 주변 환경과 끊임없이 물질과 에너지를 교환한다. 생물의 내부 질서를 보존하기 위해 분자의 농도를 일정하게 유지하는 것은 엔트로피적으로 불리하기 때문에 정상 상태를 유지하기 위해서는 일정한 에너지의 공급이 필요하다. 세포가 죽고 더 이상 에너지를 사용하지 않게 되면 생물 내부의 물질 조성이 주변 환경과 평형을 이루게 된다.
어떤 경우에는 세포가 새로운 정상 상태에 도달하기 위해 세포 내부의 조성을 조정할 수 있다. 예를 들어 세포 분화에서 분화되는 세포가 새로운 대사 요구 사항을 충족할 수 있도록 하는 특정 단백질의 조절이 필요하다.

## ATP
ATP 의존성 생화학 반응의 속도가 대사 요구를 충족시키려면 ATP의 농도가 평형 수준 이상으로 유지되어야 한다. ATP의 감소는 ATP를 기질로 사용하는 효소의 포화도를 감소시켜 반응 속도를 감소시킨다. ATP의 농도는 또한 AMP의 농도보다 높게 유지되며 ATP/AMP 비율의 감소는 AMP-활성화 단백질 키네이스(AMPK)가 ATP 및 AMP의 농도를 정상 상태로 되돌리는 세포 과정을 활성화하도록 촉발한다.
해당과정에서 포스포프럭토키네이스-1(PFK-1)에 의해 촉매되는 반응의 평형 상수는 대략 1,000이지만 반응물(과당 6-인산 및 ATP)에 대한 생성물(과당 1,6-이중인산 및 ADP)의 정상 상태 농도는 0.1에 불과하며, 이는 ATP 대 AMP의 비율이 평형 농도보다 상당히 높은 정상 상태에 있음을 나타낸다. 포스포프럭토키네이스-1의 조절은 ATP의 수준을 평형 이상으로 유지시킨다.
간세포의 세포질에서 NADP+ 대 NADPH의 정상 상태 비율은 약 0.1인 반면, NAD+ 대 NADH의 정상 상태 비율은 약 1,000이기 때문에 화학 반응에서 NADPH는 환원제로 NAD+는 산화제로 작용하는 것이 유리하다.

## 혈당

대사 경로의 조절은 사람의 혈당 농도를 약 5 mM로 유지시킨다.

혈당 수준은 포도당의 혈액으로의 진입 속도(즉 섭취 또는 세포로부터의 방출)와 신체 조직에 의한 포도당의 흡수 속도의 균형에 의해 정상 상태 농도에서 유지된다. 투입률의 변화는 소비의 변화와 맞물리며, 그 반대의 경우도 마찬가지이므로 사람의 혈당 농도는 약 5 mM로 유지된다. 혈당 수치의 변화는 인슐린 또는 글루카곤의 방출을 유발하며, 이는 포도당을 간으로부터 혈류로 방출하거나(글루카곤) 포도당 수치를 정상 상태로 되돌리기 위해 혈류로부터 조직 세포로 포도당을 흡수하도록(인슐린) 자극한다. 예를 들어 이자의 β 세포는 혈당 농도 상승의 결과로 인슐린의 분비를 유발하여 산화적 대사를 증가시킨다. 뇌의 포도당 수준도 정상 상태로 유지되며, 뇌로의 포도당 전달은 혈액뇌장벽의 흐름과 뇌세포에 의한 흡수 사이의 균형에 의존한다. 진골어류에서 정상 상태보다 낮은 혈당 수준은 혈류에서 세포내-세포외 기울기를 감소시켜서 적혈구에서의 포도당 대사를 제한시킨다.

## 혈중 젖산
혈중 젖산 수치도 정상 상태로 유지된다. 휴식이나 낮은 강도의 운동에서 근육 세포의 젖산 생성 속도와 근육 또는 혈액 세포에서의 소비로 인해 젖산이 일정한 정상 상태 농도로 체내에 남아있게 된다. 그러나 더 높은 강도의 운동이 지속되면 혈중 젖산 수치가 증가하게 되어 일정해지기 전에 증가된 농도의 새로운 정상 상태에 도달하게 된다. 최대 젖산 정상 상태(maximal lactate steady state, MLSS)는 지속적으로 유지되는 젖산의 최대 농도를 나타낸다.

## 질소 함유 분자
아미노산과 같은 질소 함유 분자의 대사 조절도 정상 상태에서 유지된다. 체내의 아미노산의 수준을 의미하는 아미노산 풀은 투입 속도(예: 식이 단백질의 섭취, 대사 중간생성물의 생성)과 소비 속도(예: 신체 내에서 단백질의 생성, 에너지 저장 분자로의 전환)의 균형에 의해 비교적 일정한 농도로 유지된다. 예를 들어 림프절 세포에서 아미노산의 농도는 능동 수송을 주요 유입원으로, 확산을 유출원으로 하여 정상 상태에서 유지된다.

## 이온

세포막 안팎에 존재하는 이온의 다른 정상 상태 농도는 휴지막 전위를 유지시킨다.

혈장 및 세포막의 주요 기능 중 하나는 전기화학적 평형과는 다른 이온의 정상 상태를 유지하기 위해 무기 이온의 비대칭적 농도를 유지하는 것이다. 다시 말해, 세포막의 안팎으로 이온이 차등적으로 분포한다. 즉, 세포막 안팎으로 이온의 양이 같지 않기 때문에 전하 분리가 존재한다. 그러나 이온은 세포막을 가로질러 이동하여 일정한 휴지 전위를 형성하게 되는데, 이것이 이온의 정상 상태이다. 세포 이온 항상성의 펌프 누출 모델에서 에너지는 전기화학적 기울기에 대해 이온을 능동적으로 수송하는 데 사용된다. 이러한 정상 상태 기울기의 유지는 차례로 막을 가로지르는 이온의 수동 수송을 통해 기울기가 소산될 때까지 전기화학적 일을 수행하는 데 사용된다.
심장 근육에서 ATP는 막의 ATP가수분해효소(ATPase)를 통해 세포 밖으로 나트륨 이온을 능동적으로 수송하는 데 사용된다. 세포의 전기적 여기로 인해 나트륨 이온이 세포로 유입되어 일시적으로 세포가 탈분극된다. 정상 상태의 전기화학적 기울기를 복구하기 위해 Na+/K+ 펌프(Na+/K+-ATPase)는 세포에서 나트륨 이온(Na+)을 세포 밖으로 내보내고 칼륨 이온(K+)을 세포 안으로 들여온다. 높은 심박수가 지속되어 더 많은 탈분극이 일어나면 세포의 나트륨 수치가 일정해질 때까지 증가하여 새로운 정상 상태에 도달하게 된다.

## 같이 보기
- 전이 상태
- 정상 상태
- 정상 상태 (화학)
- 화학 평형
- 반응 속도